# Вай, Адам
Адам Вай (венг. Ádám Vay; 22 марта 1994, Будапешт, Венгрия) — венгерский хоккеист, вратарь.

## Карьера
Начинал карьеру в юниорских словацких и венгерских командах. Провел один сезон в Молодежной хоккейной лиге за «Патриот» из Будапешта. Затем вратарь переехал в США.
Поворотным в карьере Вай стал Чемпионат мира по хоккею с шайбой в 2016 года в России, на котором голкипер дебютировал за свою национальную команду, впервые за долгое время сыгравшей в элите. По его итогам «мадьяры» не смогли сохранить место в ней и вернулись в Первый дивизион, но Вай стал одним из героев сборной. В матче против Финляндии ему удалось отразить 48 бросков соперника из 51. По итогам турнира вратарь заключил двухлетний контракт с клубом НХЛ «Миннесота Уайлд». Однако за это время он провел лишь два матча за его фарм-клуб «Айова Уайлд» в АХЛ, довольствуясь практикой лишь в ECHL.
25 мая 2018 года венгр подписал контракт с казахстанской командой ВХЛ «Сарыарка», но уже в августе перед стартом сезона Вай покинул ее. В дальнейшем выступал на родине, в Италии и в Словакии.

## Достижения
- Чемпион WSHL (1): 2013/14.